# Lola Astanova
Lola Astanova (russisch Лола Астанова/Lola Astanowa; * 3. Juli 1982 in Taschkent, UdSSR) ist eine usbekische Pianistin, die für ihre Interpretationen der Kompositionen von Chopin, Liszt und Rachmaninow sowie ihre Eigenkompositionen bekannt ist.

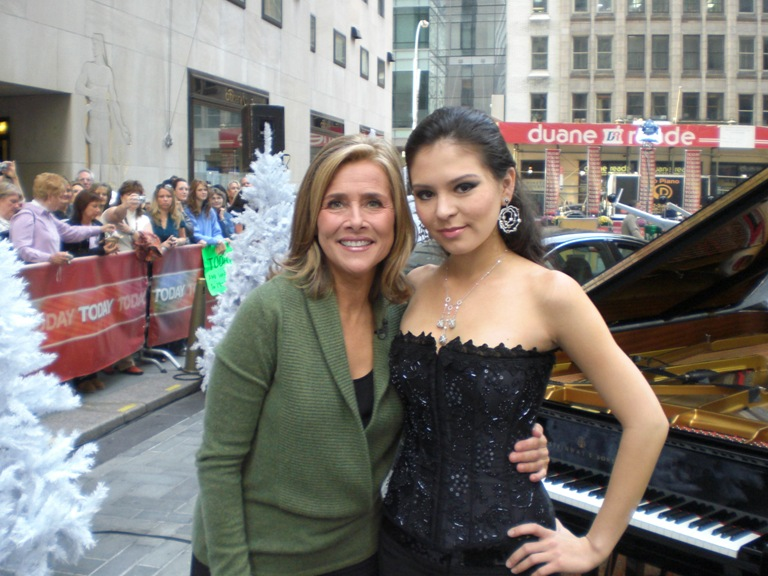
Lola Astanova (rechts) mit Meredith Vieira in der Today Show (2007)

## Leben
Astanova lernte früh Klavier. Zunächst wurde sie von ihrer Mutter, die auch beruflich Klavierlehrerin war, unterrichtet und bekam dann Unterricht von der Klavierprofessorin Tamara Popovich an der Uspensky-Schule, einem Musikgymnasium für musikalisch hochbegabte Kinder, das an das Staatliche Konservatorium Usbekistans in Taschkent angeschlossen ist. Nebenbei besuchte sie häufig auch Moskau, um Klavierstunden bei Professor Lew Nikolajewitsch Naumow vom Moskauer Konservatorium zu bekommen. Lew Naumow sagte später über sie: „Lola Astanova verfügt über eine seltene und wirklich geniale intuitive Fähigkeit. Der von Lola dargebotene Chopin ist einfach hervorragend.“
Lola Astanova begann im Alter von acht Jahren aufzutreten. Ihren ersten Auftritt hatte sie in der Bakhor-Konzerthalle in Taschkent. Danach trat sie in Deutschland, Frankreich, Österreich, Italien und Russland auf, sowohl mit Soloprogrammen als auch zusammen mit Orchestern. 1998 wurde sie in der UNESCO-Dokumentation „Prodigies of the 20th Century“ (Wunderkinder des 20. Jahrhunderts) porträtiert.
2003 emigrierte Astanova in die USA. Ihr Debüt am John F. Kennedy Center for the Performing Arts in Washington hatte sie 2004. Im Jahr 2005 graduierte sie an der Rice University. Im September 2007 gab Lola Astanova ihr erstes US-Album mit dem Titel Debut heraus, das exklusiv über iTunes vermarktet wurde.
Im Oktober 2007 bot sie einen Privatauftritt zusammen mit Waleri Gergijew und dem Kirow-Orchester vom Mariinski-Theater an. Das Konzert wurde in der Ausgabe zum einhundertjährigen Bestehen des Neiman-Marcus-Weihnachtsbuches ausgeschrieben und konnte für 1,6 Millionen US-Dollar erworben werden. Obwohl niemand das Angebot annahm, verschaffte ihr die Aktion viel Publicity.
Im August 2008 kündigte das National September 11 Memorial and Museum Lola Astanovas historische Aufführung auf dem berühmten Steinway-Konzertflügel von Vladimir Horowitz anlässlich der Wohltätigkeitsveranstaltung Notes of Hope an, die der New Yorker Bürgermeister Michael Bloomberg präsentierte. Bei dem Ereignis gab es auch einen Auftritt des Schauspielers Denis Leary und des Rocksängers John Mellencamp.
2017 wurde unter der Regie von Alina Dianova-Siciliano der Kurzfilm The Journey to the Theatre of Silence gedreht. Darin geht es um einen gemeinsamen Auftritt von Astanova mit Andrea Bocelli im Teatro del Silenzio in der Toskana und ein Treffen mit dem Produzenten und Komponisten David Foster.
2018 gründete sie zusammen mit Stjepan Hauser von 2Cellos das Duo LoLa & Hauser, das bislang sieben Stücke einspielte.

## Social Media
Astanova ist auf verschiedenen Social-Media-Plattformen sehr erfolgreich aktiv. Sie nutzt seit 2012 YouTube, auch um auf diese Weise ein jüngeres Publikum zu erreichen. Mehrere ihrer Videos, die teilweise Eigenkompositionen und Transkriptionen von Pop-Songs enthalten, wurden über eine Million Mal angesehen, der Clip zu Chopins Fantaisie-Impromptu über 8 Millionen Mal. Auf Instagram folgen ihr über eine Million Abonnenten.

## Rezeption
Das australische Klassik-Magazin Limelight listete sie 2012 unter die zehn führenden Stilikonen der klassischen Musik.
Neben vielen positiven Bewertungen gibt es auch kritische Meinungen zu Astanova. So wird etwa gelegentlich angemerkt, dass ihre Fokussierung auf erotische Ausstrahlung und modische Ausstattung ihr musikalisches Können übertreffe. Auch die Tatsache, dass sie mehrmals Einladungen von Donald Trump gefolgt ist, wird teilweise als symbolische Annäherung zwischen Russland und den USA bewertet, teilweise aber auch als Politisierung kritisiert.

## Ausgewählte Auftritte
- 2008: Notes of Hope zum Gedenken an die Terroranschläge am 11. September 2001 (siehe oben)
- 2012: Tribute to Vladimir Horowitz Gala, Carnegie Hall, New York, unter dem Vorsitz von Donald Trump, moderiert von Julie Andrews
- 2018: Aufführung der amerikanischen Nationalhymne am Weißen Haus zu den Feierlichkeiten zum Unabhängigkeitstag

## Diskografie
- Debut (2007, iTunes)
- Piano Favorites, Vol. 1 (2020, iTunes)

## Auszeichnungen
- 1996: Preisträgerin beim Internationalen Chopin-Wettbewerb für junge Pianisten in Moskau
- 2016: Emmy für die Dokumentation All-Star Orchestra „Visions of New York“, in der Astanova mit einer Darbietung von Gershwins Rhapsody in Blue auftritt